# Sam McEntee
Sam McEntee (ur. 3 lutego 1992 w Melbourne) – australijski lekkoatleta specjalizujący się w biegach średnich i długich.
W 2016 reprezentował Australię na igrzyskach olimpijskich w Rio de Janeiro, podczas których nie udało mu się awansować do finału biegu na 5000 metrów.
Złoty medalista mistrzostw Australii.

## Osiągnięcia
| Rok  | Impreza                                   | Miejsce        | Konkurencja              | Lokata      | Wynik    |
| ---- | ----------------------------------------- | -------------- | ------------------------ | ----------- | -------- |
| 2014 | IAAF World Relays                         | Nassau         | sztafeta 4 × 1500 metrów | 4. miejsce  | 14:46,04 |
| 2016 | Igrzyska olimpijskie                      | Rio de Janeiro | bieg na 5000 metrów      | eliminacje  | 13:50,55 |
| 2017 | Mistrzostwa świata w biegach przełajowych | Kampala        | bieg seniorów            | 50. miejsce | 30:59    |

## Rekordy życiowe
- Bieg na 1500 metrów – 3:36,81 (2012)
- Bieg na 3000 metrów – 7:41,03 (2017)
- Bieg na 5000 metrów – 13:17,55 (2017)